# Flakstads kommun
Flakstads kommun (norska: Flakstad kommune) är en kommun i Nordland fylke i norra Norge.  Kommunens centralort är Ramberg. Den gränsar i öster mot Vestvågøy kommun på ön med samma namn, och i sydväst mot Moskenes kommun.

## Administrativ historik
Flakstads kommun bildades första gången på 1830-talet, samtidigt med flertalet andra norska kommuner.
Denna kommun slogs 1964 samman med grannkommunen Moskenes kommun, under namnet Moskenes. 1976 delades de två kommunerna med samma gränser som de hade före 1964.

## Tätorter
I Flakstads kommun finns inga tätorter. Orten Napp har tidigare räknats som en tätort men uppfyller inte längre kriterierna.

## Socknar
Inom Norska kyrkan motsvaras Flakstads kommun av Flakstads socken i Lofotens prosteri i Sør-Hålogalands stift.

## Bilder

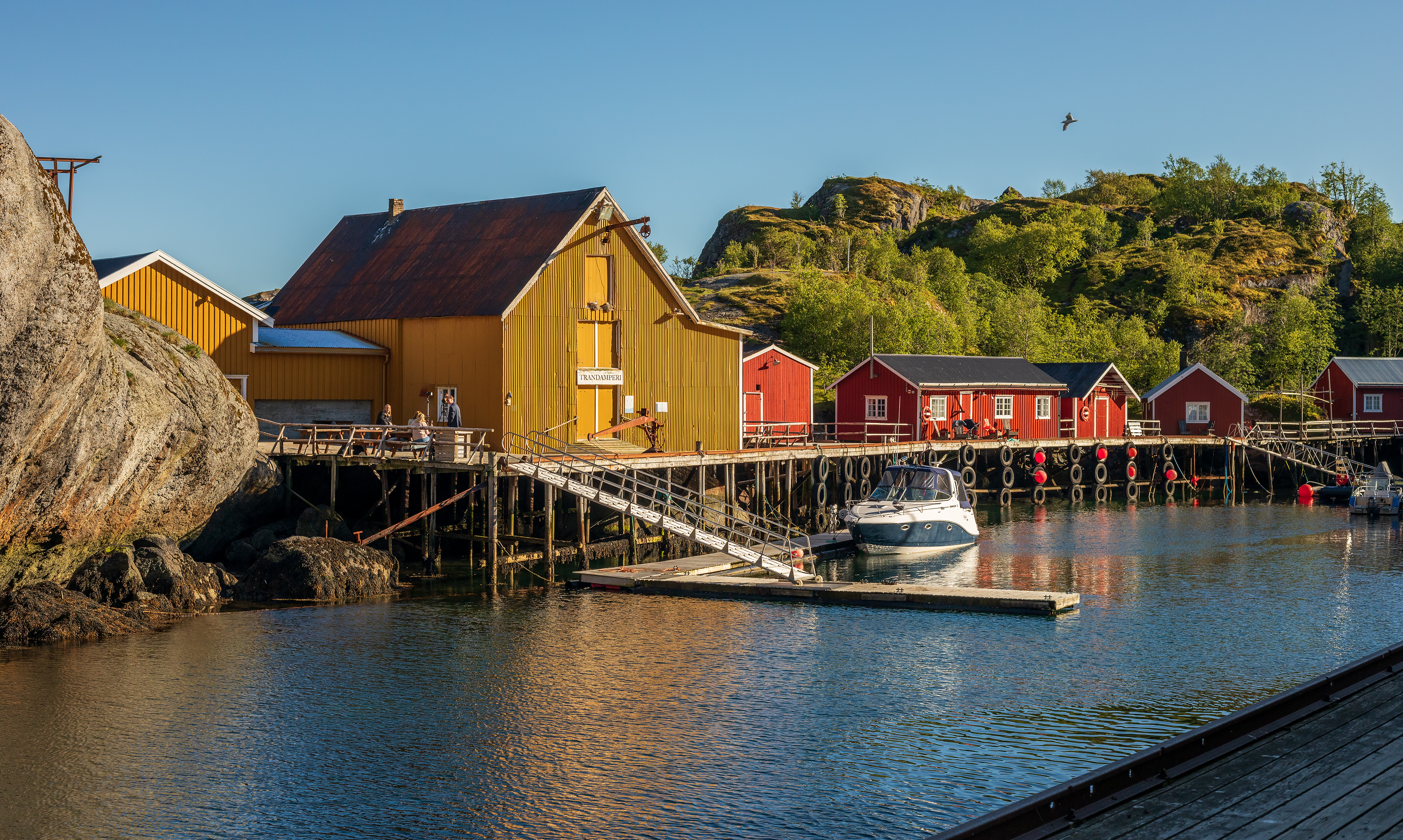
Nusfjord.
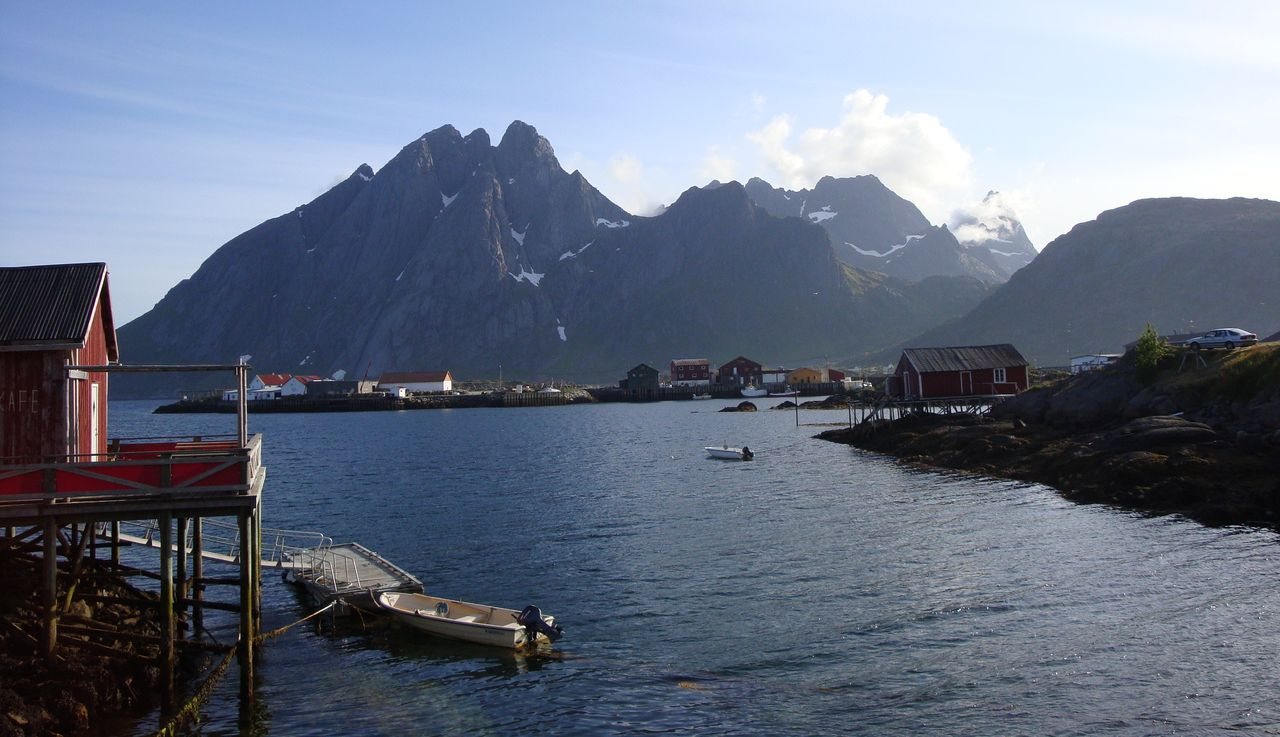
Sund.
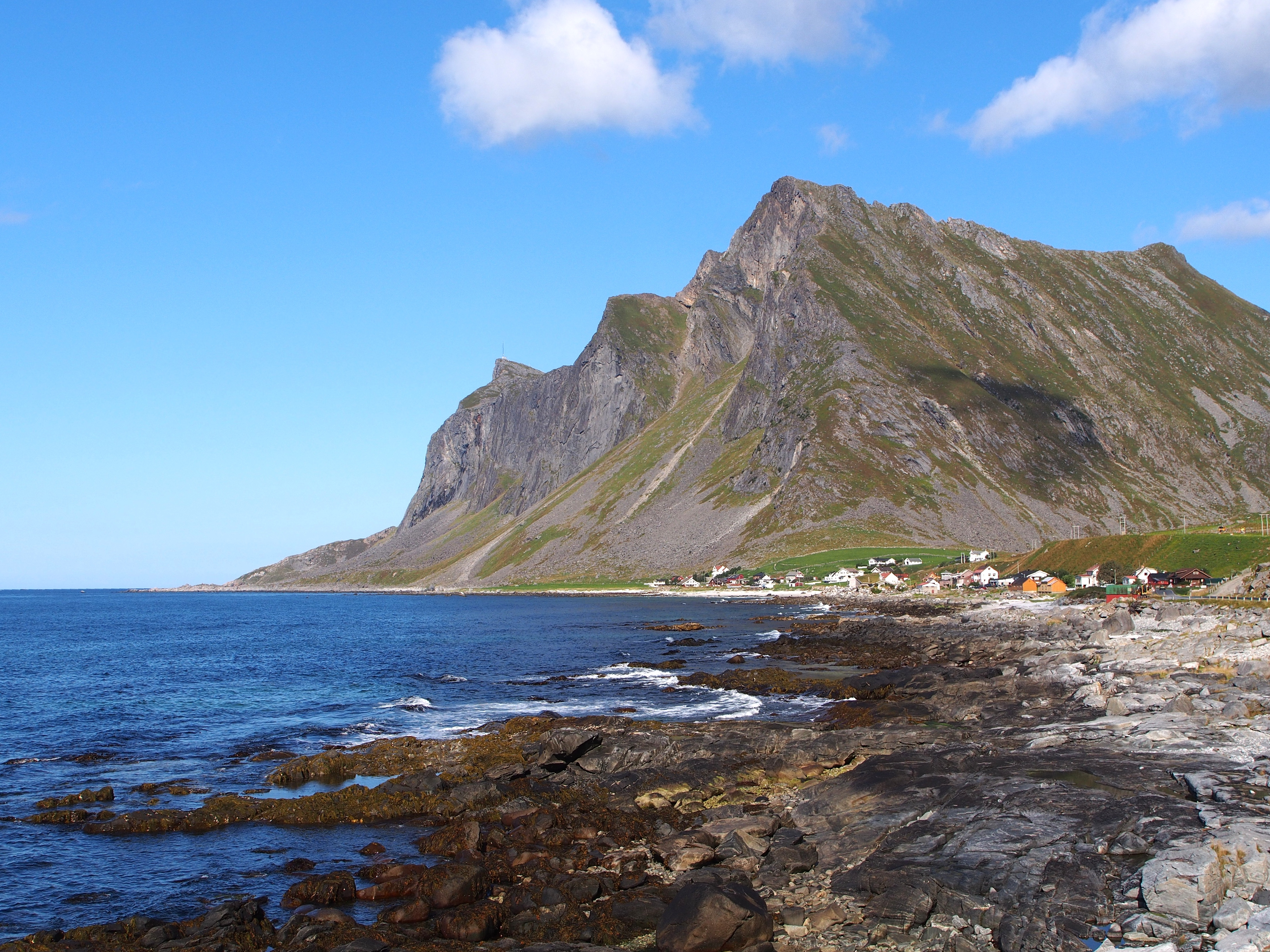
Vikten.
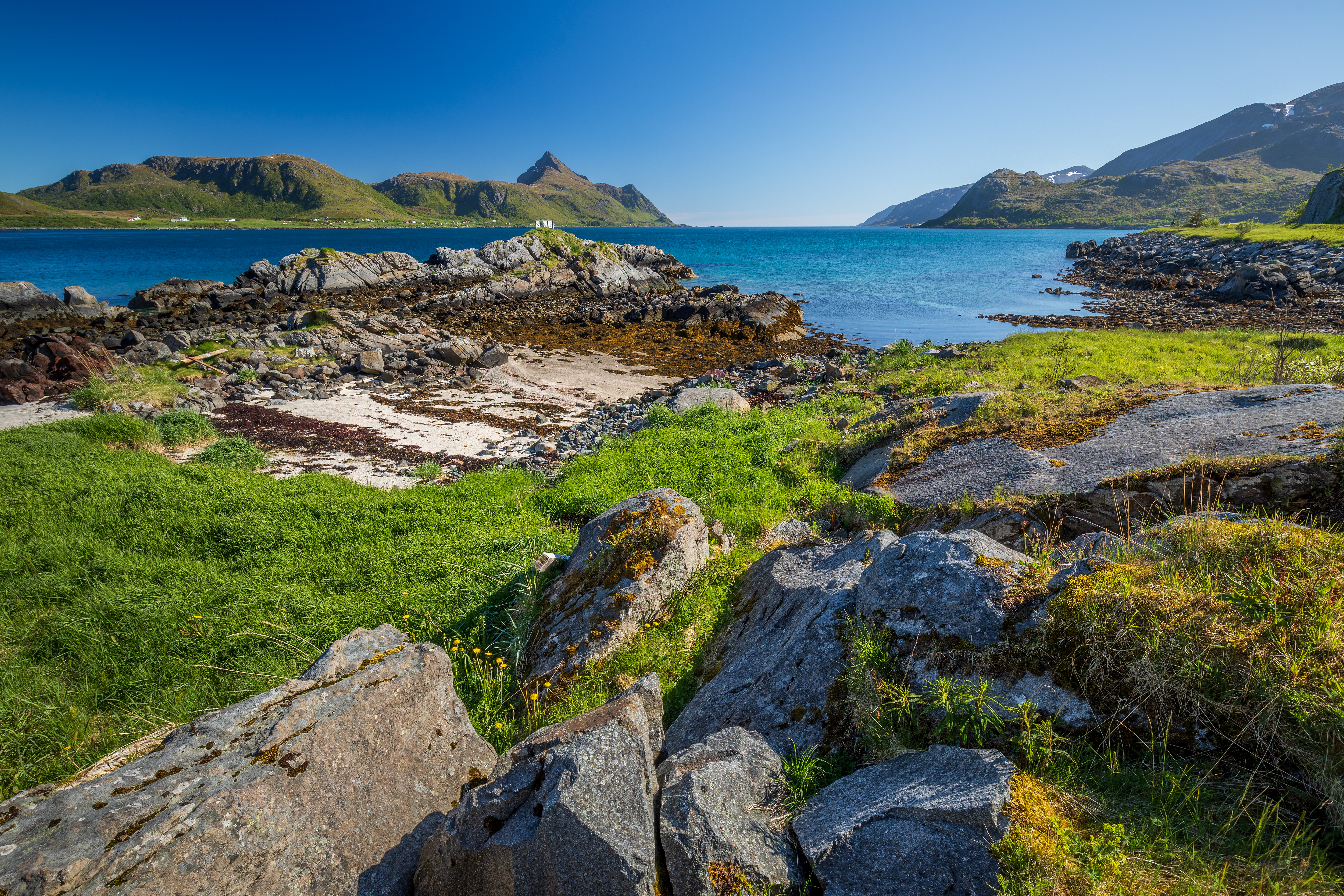
Nappsstraumen vid Napp.